# 武夷山脉

《欽定古今圖書集成·方輿彙編·第一百八十一卷》武夷山脉

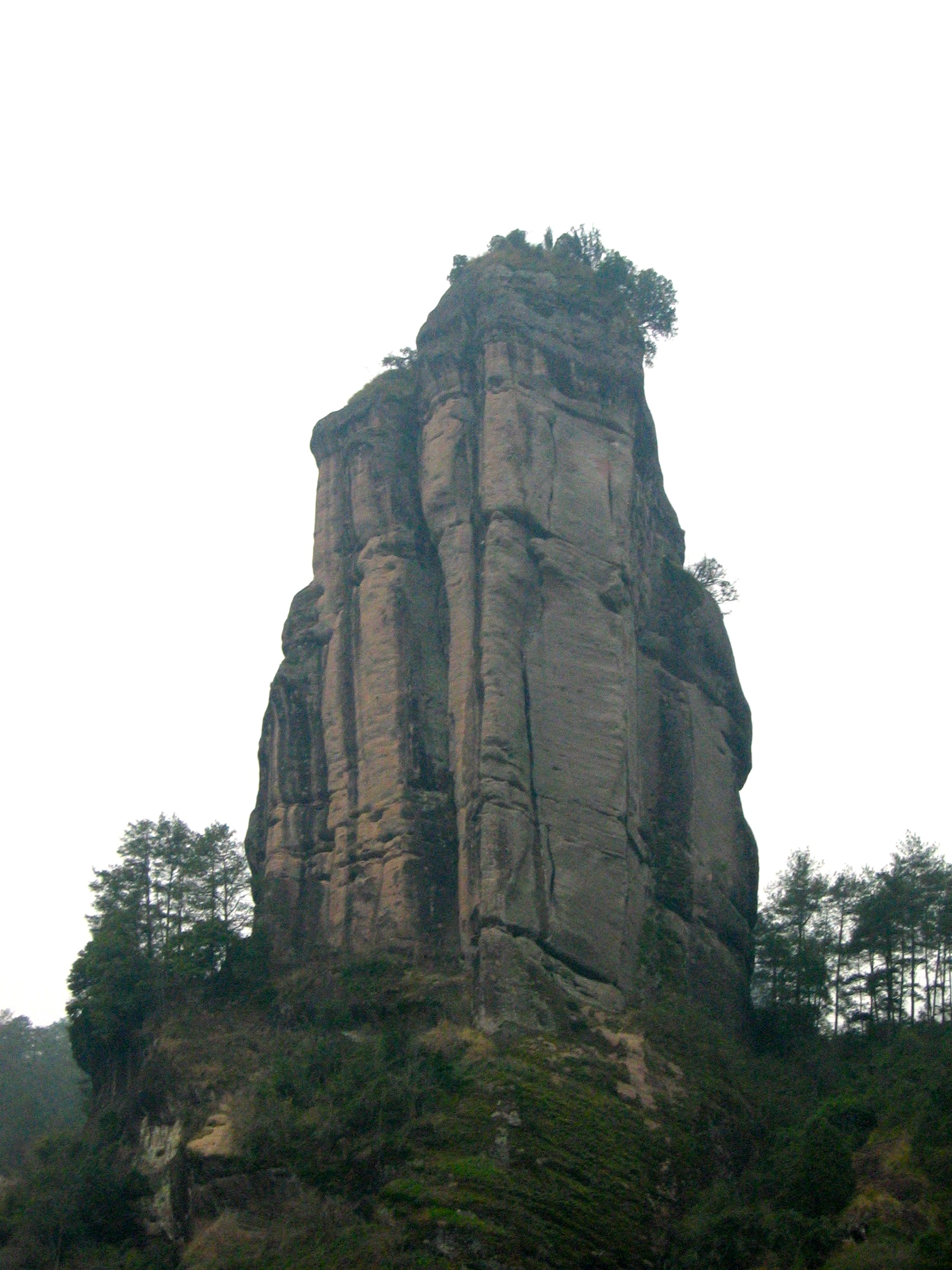
武夷山脈的「玉女峰」

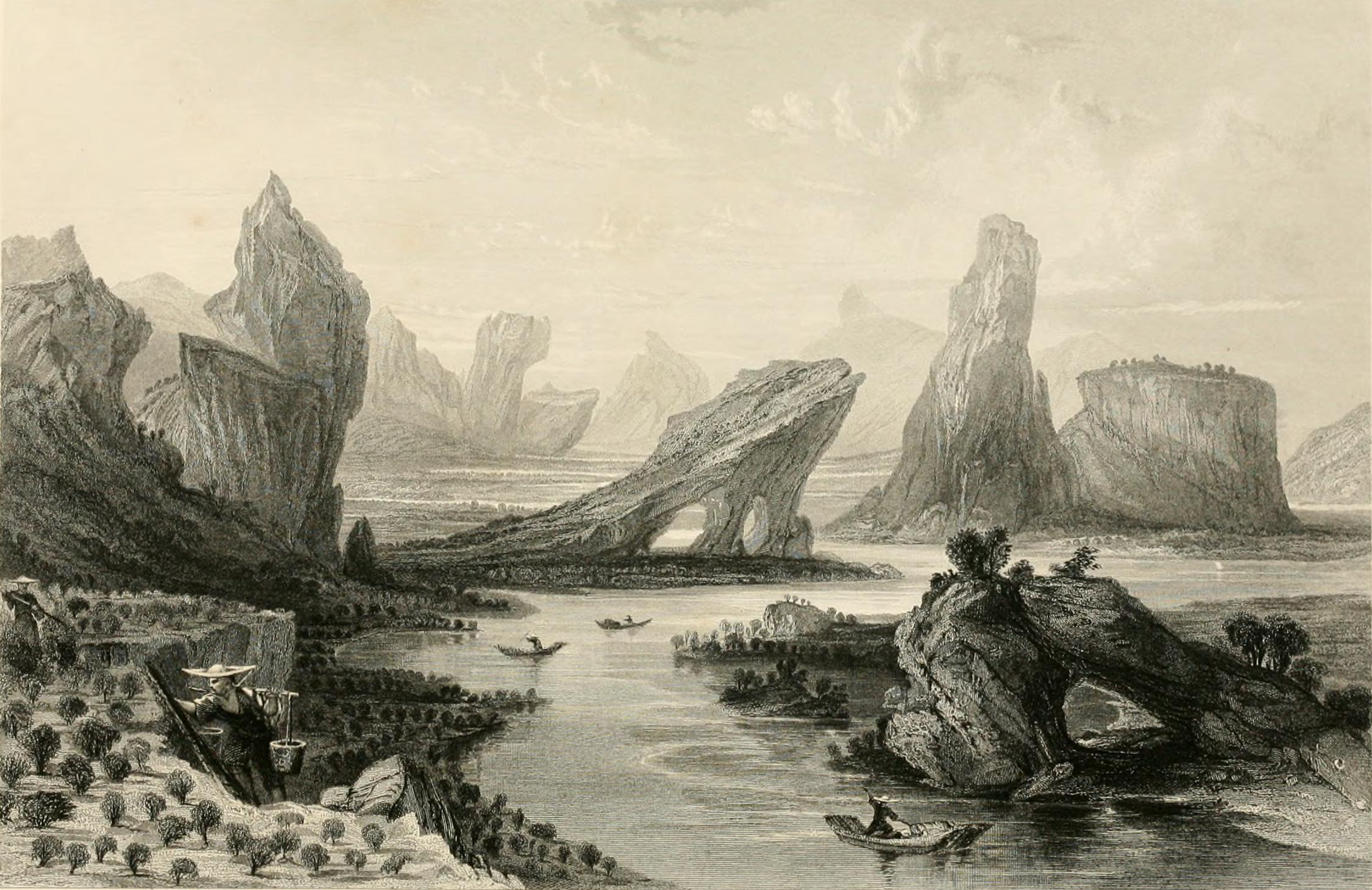
1843年武夷山素描

武夷山脉位于中国江西省、福建省两省边境，以傳說中的山神武夷君而得名。

## 特点
北接仙霞岭，南接九连山，呈东北-西南走向。长约550千米，海拔1000米左右。是赣江、抚河、信江与闽江的分水岭。主峰黄岗山，海拔2158米，位于江西省铅山县与福建省武夷山市交界处，为中国大陆东南部最高峰。1979年建立福建武夷山國家級自然保護區，佔地5.73万公顷，1981年3月建立江西武夷山国家级自然保护区，占地1.6万公顷。1957年建成的鹰厦铁路，在江西资溪、福建光泽之间穿过此山隘口。

## 重要山峰
- 黄岗山，海拔2158米
- 独竖尖，海拔2129米
- 五府山，海拔1910.2米
- 铜钹山，海拔1534.6米
- 项山甑，海拔1529.8米

## 延伸阅读
[在维基数据编辑]
 《欽定古今圖書集成·方輿彙編·山川典·武夷山部》，出自陈梦雷《古今圖書集成》